# لی منگ
لی منگ (انگلیسی: Li Meng؛ زادهٔ ۲ ژانویهٔ ۱۹۹۵) بازیکن بسکتبال زن اهل چین است.
وی در مسابقات کشوری و بین‌المللی در مجموع برندهٔ ۴ مدال طلا، ۲ مدال نقره، ۲ مدال برنز شده‌است.